# Jan Coxie

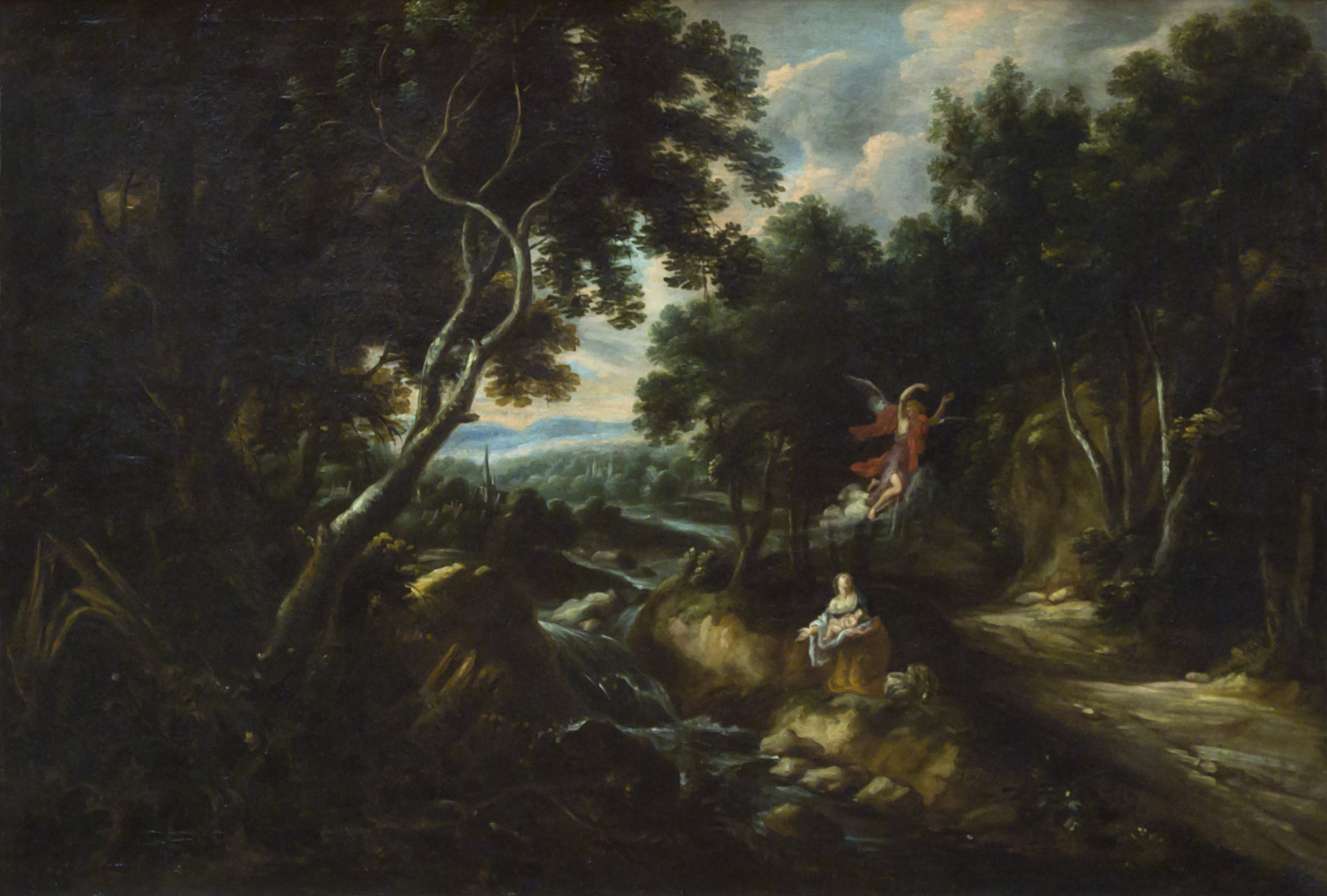
Agar in de woestijn in het Museum voor Schone Kunsten in Rijsel

Jan Coxie (Mechelen, gedoopt op 26 februari 1629 - aldaar, na 1665) was een  Zuid-Nederlands landschapschilder uit de barokperiode. Jan Coxie was lid van de Mechelse Sint-Lucasgilde van 1651 tot aan zijn dood in 1670.
In de prelaatwoning van de Abdij van 't Park van Heverlee bevinden zich in een eerste kamer naast vier grote landschapschilderijen van Coxie met taferelen uit het leven van de heilige Norbertus nog twee supraporten met veduta van hem. In een tweede kamer bevinden zich nog twee kleinere schilderijen van Coxie. Libert de Paepe, abt van de abdij van 1648 tot 1682, was een groot bewonderaar van de landschapsschilder en liet in de periode 1654-1660 minstens 35 schilderijen vervaardigen door Coxie.
De kunstschilder Michiel Coxie was zijn overgrootvader. Jan was een zoon van Michiel III Coxie, eveneens kunstschilder, en had zelf ook twee zonen die schilderden: Jan Anthonie Coxie (ook Antoon en Anthony) (na 1650-1720), bekend als portretschilder en actief in Amsterdam, Berlijn, Mainz en Milaan - en Jan Michiel Coxie (na 1650-na 1690).
Jan Coxie huwde in 1650 met Johanna (Jeanne) Biset, de zuster van schilder Charles Emmanuel Biset.
- Biografisch Portaal: 77516896
- RKD-Nederlands Instituut voor Kunstgeschiedenis: 129629
- Union List of Artist Names: 500132799
- Virtual International Authority File: 96645482